# Scipione Breislak
Scipione Breislak (Roma, 17 agosto 1750 – Milano, 15 febbraio 1826) è stato un geologo e naturalista italiano di origini svedesi.

## Biografia
Si formò su studi filosofici e teologi. Distintosi presto anche negli studi matematici, divenne professore di matematica e fisica al collegio scolopio di Ragusa. Tornato a Roma, divenne docente di fisica al Collegio Nazareno, sempre tenuto dai padri scolopi e membro dell'Accademia degli Incolti.
Con la sua collezione di minerali, creò il primo museo di minerali di Roma (collezione tuttora esistente e visitabile).
In seguito insegnò filosofia al seminario di Nola e di nuovo fisica all'Accademia militare della Nunziatella di Napoli. Nel frattempo approfondì i suoi interessi per la mineralogia, studiando i terreni vulcanici della Campania, come ben testimoniato dalla sua opera Topografia Fisica della Campania (1798).
Nei dintorni di Napoli ritrovò diversi cristalli e minerali di zolfo, dando ad uno di questi il proprio nome, la Breislakite.
Nel 1798, dopo la caduta della Repubblica Romana a cui aveva partecipato attivamente, dovette fuggire in Francia. Tornato in Italia nel 1802 entrò nell'amministrazione napoleonica come Ispettore delle polveri e dei salnitri. Negli anni seguenti condusse ricerche geologiche e mineralogiche in Lombardia.
Il 18 novembre 1803 divenne socio dell'Accademia delle scienze di Torino.
Dal 1815 fu tra i compilatori del periodico Biblioteca Italiana, sponsorizzato dal governo del Lombardo-Veneto.
Il nome del genere del primo dinosauro italiano, lo Scipionyx samniticus, è un omaggio a Breislak.
Il cratere lunare Breislak porta il suo nome.

Trovò sepoltura nel Cimitero della Mojazza, a Milano, fuori Porta Comasina.